# Оскаженілий автобус
Оскаженілий автобус (рос. Взбесившийся автобус) — радянський фільм 1990 року, знятий на основі захоплення автобуса з дітьми в Орджонікідзе (тепер Владикавказ) в 1988 році. Прем'єра відбулася 1 вересня 1991 року.

## Сюжет
Орджонікідзе, 1988 рік. Зловмисники викрадають пасажирський автобус з міського автовокзалу. Їх ватажок Павло по дорозі «на справу» забирає з собою дружину Тамару, в даний момент не уявляє, куди вони їдуть. Вони під'їжджають до міської друкарні, де на екскурсії знаходиться група дітей з вчителькою. Школярів, що вийшли з друкарні, запрошують в автобус - «щоб доставити в школу».

## У ролях
- Івар Калниньш — Валентин Орлов, полковник КДБ СРСР
- Ігор Бочкін — Павло Мелкоянц, ватажок терористів
- Анна Самохіна — Тамара Фотакі, жінка Павла
- Анна Тихонова — Наталія Володимирівна, вчителька
- Каха Дзадзамія — Мовчун, терорист
- Сергій Максачев — Сєдой, терорист
- Амаяк Акопян — Жіла, терорист
- Юрій Гусєв — генерал-майор
- Ігор Кашинцев — генерал-майор

## Знімальна група
- Сценарій: Георгій Натансон, Микола Кривомазов, Давид Маркиш
- Режисер: Георгій Натансон
- Оператор: Вадим Семенових
- Художники: Олександр Гіляревський, Микола Терехов
- Композитор: Євген Дога.